# Gifford Pinchot National Forest
Der Gifford Pinchot National Forest ist ein Waldgebiet, das 1908 zum U.S. National Forest erklärt wurde. Der National Forest liegt im Bundesstaat Washington, im Nordwesten der USA und umfasst 5340,4 km². Er zieht sich über rund 116 km am Westhang der Cascade Range vom Mount-Rainier-Nationalpark bis zum Columbia River. Dabei schließt er das 445 km² große Gebiet des Mount St. Helens National Volcanic Monument ein, das 1982 eingerichtet wurde. Des Weiteren gehören seit 1964 mehrere Wilderness Areas dazu, nämlich die Goat Rocks Wilderness (427 km²), dann die Tatoosh Wilderness (63,9 km²), die Mount Adams Wilderness (19,1 km²), schließlich die Indian Heaven (82,6 km²) und die Trapper Creek Wilderness (24 km²).

## Geschichte
Der Gifford Pinchot National Forest gehörte ursprünglich mit zur 1897 eingerichteten Mount Rainier Forest Reserve, wurde jedoch 1908 als Columbia National Forest abgetrennt. Seinen derzeitigen Namen erhielt er 1949 nach Gifford Pinchot, dem Gründungsdirektor des United States Forest Service.
1984 wurde die Gifford Pinchot Task Force eingerichtet, die Schutzmaßnahmen durchsetzt und für die Unterrichtung der Öffentlichkeit sorgt. Ursprünglich hatte sie ihren Sitz in Fort Vancouver, doch inzwischen ist sie nach Portland umgezogen.
1985 begann ein Schutzprogramm, nachdem an 338 Stellen über 6000 Culturally Modified Trees identifiziert worden waren, von denen allerdings nur die Hälfte unter Schutz steht. Diese Bäume gestatten Einblick in die regionalspezifische Nutzung der Bäume, deren Spuren systematisch erfasst und kartiert werden. Die inzwischen weit entwickelten Forschungsmethoden gestatten dabei Einblicke in die vorschriftlichen Kulturen der Region, auch dann, wenn archäologische oder ethnohistorische Hinweise fehlen.

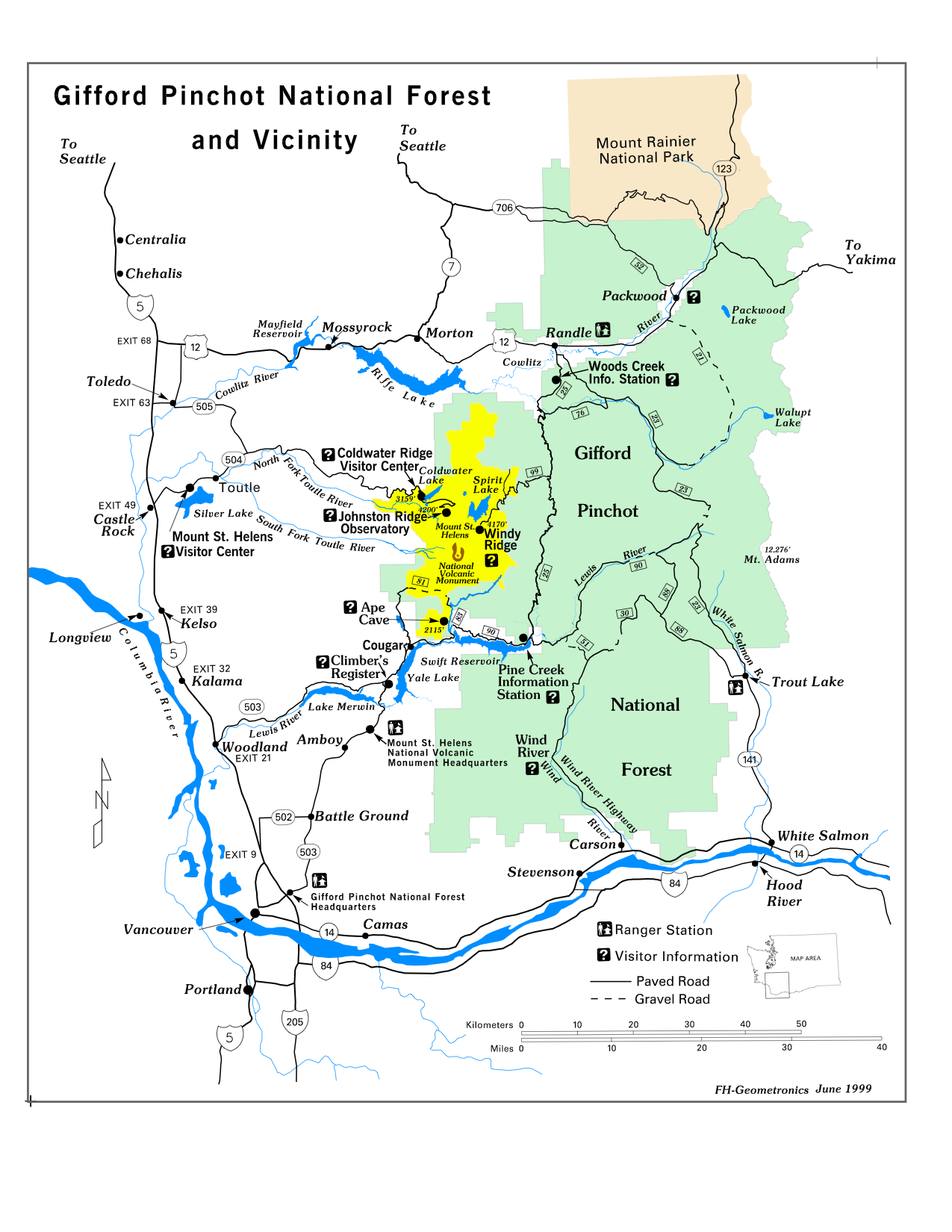
Karte